# Lijst van voetbalinterlands Madagaskar - Namibië
Deze lijst van voetbalinterlands is een overzicht van alle officiële voetbalwedstrijden tussen de nationale teams van Madagaskar en Namibië. De landen hebben tot op heden acht keer tegen elkaar gespeeld. De eerste ontmoeting, een kwalificatiewedstrijd voor het Wereldkampioenschap voetbal 1994, vond plaats op 11 oktober 1992 in Antananarivo. Het laatste duel, een kwartfinale tijdens de COSAFA Cup 2022, werd gespeeld in Durban (Zuid-Afrika) op 12 juli 2022.

## Wedstrijden
| № | Plaats       | Datum             | Competitie                                        | Wedstrijd            | Uitslag |
| - | ------------ | ----------------- | ------------------------------------------------- | -------------------- | ------- |
| 1 | Antananarivo | 11 oktober 1992   | WK 1994 kwalificatie                              | Madagaskar − Namibië | 3 − 0   |
| 2 | Windhoek     | 17 januari 1993   | WK 1994 kwalificatie                              | Namibië − Madagaskar | 0 − 1   |
| 3 | Windhoek     | 13 januari 2001   | Afrika Cup 2002 kwalificatie                      | Namibië − Madagaskar | 2 − 2   |
| 4 | Antananarivo | 24 maart 2001     | Afrika Cup 2002 kwalificatie                      | Madagaskar − Namibië | 1 − 2   |
| 5 | Saulspoort   | 28 mei 2015       | COSAFA Cup 2015                                   | Namibië − Madagaskar | 3 − 2   |
| 6 | Antananarivo | 22 september 2019 | African Championship of Nations 2020 kwalificatie | Madagaskar − Namibië | 1 − 0   |
| 7 | Windhoek     | 19 oktober 2019   | African Championship of Nations 2020 kwalificatie | Namibië − Madagaskar | 2 − 0   |
| 8 | Durban       | 12 juli 2022      | COSAFA Cup 2022                                   | Madagaskar − Namibië | 0 − 2   |

## Samenvatting
| Competitie                                   | Totaal gespeeld | Winst Madagaskar | Gelijk | Winst Namibië | Doelsaldo Madagaskar – Namibië |
| -------------------------------------------- | --------------- | ---------------- | ------ | ------------- | ------------------------------ |
| WK-kwalificatie                              | 2               | 2                | 0      | 0             | 4 − 0                          |
| Afrika Cup-kwalificatie                      | 2               | 0                | 1      | 1             | 3 − 4                          |
| African Championship of Nations-kwalificatie | 2               | 1                | 0      | 1             | 1 − 2                          |
| COSAFA Cup                                   | 2               | 0                | 0      | 2             | 2 − 5                          |
| Totaal                                       | 8               | 3                | 1      | 4             | 10 − 11                        |

FMF · A-internationals · Malagassisch vrouwenelftal
1960 – 1969 ·
1970 – 1979 ·
1980 – 1989 ·
1990 – 1999 ·
2000 – 2009 ·
2010 – 2019 ·
2020 − 2029
1963 ·
1964 ·
1965 ·
1966 · 
1967 ·
1968 ·
1969 · 
1970 · 
1971 · 
1972 ·
1973 · 
1974 ·
1975 ·
1976 ·
1977 ·
1978 · 
1979 ·
1980 · 
1981 · 
1982 ·
1983 · 
1984 ·
1985 · 
1986 ·
1987 ·
1988 ·
1989 ·
1990 ·
1991 ·
1992 ·
1993 ·
1994 · 
1995 ·
1996 ·
1997 ·
1998 ·
1999 · 
2000 · 
2001 · 
2002 · 
2003 · 
2004 · 
2005 · 
2006 · 
2007 · 
2008 · 
2009 · 
2010 · 
2011 · 
2012 · 
2013 ·
2014 ·
2015 ·
2016 ·
2017 ·
2018 ·
2019 ·
2020 ·
2021 ·
2022 ·
2023 ·
2024
Algerije ·
Angola ·
Benin ·
Botswana ·
Burkina Faso ·
Burundi ·
Centraal-Afrikaanse Republiek ·
Comoren ·
Congo-Brazzaville ·
Congo-Kinshasa ·
Egypte ·
Equatoriaal-Guinea ·
Ethiopië ·
Gabon ·
Gambia ·
Ghana ·
Guinee ·
Iran ·
Ivoorkust ·
Kaapverdië ·
Kameroen ·
Kenia ·
Kosovo ·
Lesotho ·
Liberia ·
Luxemburg ·
Malawi · 
Mali · 
Mauritanië ·
Mauritius · 
Mozambique · 
Namibië · 
Niger ·
Nigeria · 
Oeganda · 
Rwanda ·
Sao Tomé en Principe ·
Senegal ·
Seychellen · 
Soedan ·
Swaziland · 
Tanzania · 
Togo · 
Tsjaad ·
Tunesië · 
Zambia · 
Zimbabwe · 
Zuid-Afrika
NFA · 
Namibisch vrouwenelftal
1990 – 1999 ·
2000 – 2009 ·
2010 – 2019 ·
2020 − 2029
1990 · 
1991 · 
1992 · 
1993 · 
1994 · 
1995 · 
1996 · 
1997 · 
1998 · 
1999 · 
2000 · 
2001 · 
2002 · 
2003 · 
2004 · 
2005 · 
2006 · 
2007 · 
2008 · 
2009 · 
2010 · 
2011 · 
2012 · 
2013 · 
2014 ·
2015 ·
2016 ·
2017 ·
2018 ·
2019 ·
2020 ·
2021 ·
2022 ·
2023
Algerije ·
Angola ·
Benin ·
Botswana ·
Burkina Faso ·
Burundi ·
Comoren ·
Congo-Brazzaville ·
Congo-Kinshasa ·
Djibouti ·
Egypte ·
Equatoriaal-Guinea ·
Eritrea ·
Ethiopië ·
Gabon ·
Gambia ·
Ghana ·
Guinee ·
Guinee-Bissau ·
India ·
Ivoorkust ·
Kameroen ·
Kenia ·
Lesotho ·
Libanon ·
Liberia ·
Libië ·
Madagaskar ·
Malawi ·
Mali ·
Marokko ·
Mauritius ·
Mozambique ·
Niger ·
Nigeria ·
Oeganda ·
Rwanda ·
Saoedi-Arabië ·
Sao Tomé en Principe ·
Senegal ·
Seychellen ·
Swaziland ·
Tanzania ·
Togo ·
Tsjaad ·
Tunesië ·
Zambia ·
Zimbabwe ·
Zuid-Afrika